# Сонего, Лоренцо
Лоре́нцо Соне́го (итал. Lorenzo Sonego; род. 11 мая 1995, Турин) — итальянский теннисист; победитель шести турниров ATP (из них четыре в одиночном разряде); обладатель Кубка Дэвиса 2023 в составе сборной Италии.

## Общая информация
Лоренцо родился в семье Джорджо и Федерики Сонего; у него есть сестра Франческа. Отец оказал большое влияние на старте карьеры Лоренцо. По словам Лоренцо если бы не теннис, то стал бы заниматься футболом. Болельщик футбольного клуба «Торино».
Начал играть теннис в 11 лет. Любимое покрытие грунт, любимый турнир — Открытый чемпионат Италии. Кумиром в мире тенниса в детстве были Роджер Федерер и Жо-Вильфрид Тсонга.

## Спортивная карьера
Наивысшее в карьере место в рейтинге ATP в одиночном разряде 42.
Сонего дебютировал в ATP туре в 2016 году на Открытом чемпионате Италии по теннису 2016, куда он получил уайлд-кард.
Сонего начал свою карьеру на турнирах Большого шлема с победы над Робином Хасе 6-3, 7-5, 6-7, 7-5 на Открытом чемпионате Австралии 2018. Затем он проиграл во втором раунде французу Ришару Гаске со счётом 6-2, 6-2, 6-3.
Сонего пробился в основную сетку Уимблдонского турнира 2018 как лаки-лузер, хотя в третьем раунде квалификации он уступил Эрнесту Гулбису. В первом раунде основного турнира он проиграл Тейлору Фрицу со счётом 3-6, 6-3, 6-2, 6-2.
В июле 2019 года на Уимблдонском турнире проиграл в первом раунде испанцу Марселю Гранольерсу в трёх сетах.
На Открытом чемпионате США 2019 года дошёл до второго раунда, но проиграл Пабло Андухару в трёх сетах.
На Открытом чемпионате Австралии 2020 года в первом раунде проиграл австралийцу Нику Кирьосу.
На Открытом чемпионате Франции 2020 года впервые в карьере дошёл до 4-го круга турнира Большого шлема, ранее за всю карьеру Лоренцо выиграл суммарно три матча на всех турнирах Большого шлема. В третьем круге Сонего обыграл 27-го сеянного Тейлора Фрица со счётом 7-6(5), 6-3, 7-6(17). Тай-брейк третьего сета стал самым длинным в истории Открытого чемпионата Франции. В 4-м круге Лоренцо проиграл Диего Шварцману (1-6, 3-6, 4-6).
В конце октября 2020 года на турнире ATP 500 в Вене Сонего, будучи «лаки-лузером», сенсационно разгромил в четвертьфинале за 70 минут первую ракетку мира Новака Джоковича со счётом 6-2, 6-1. Джокович впервые с 2005 года взял в матче менее 4 геймов (тогда в возрасте 17 лет он проиграл Марату Сафину на Открытом чемпионате Австралии со счётом 0-6, 2-6, 1-6).
В августе 2024 года выиграл турнир ATP 250 на харде у Уинстон-Сейлеме.
На Открытом чемпионате Австралии 2025 года 29-летний Сонего впервые в карьере дошёл до 1/4 финала турнира Большого шлема. В первом круге Сонего обыграл 39-летнего Стэна Вавринку, а во втором — прошедшего квалификацию 18-летнего Жуана Фонсеку. В 4-м раунде Сонего обыграл ещё одного молодого игрока, прошедшего квалификацию, — Лернера Тьена. В 1/4 финала Сонего уступил в 4 сетах Бену Шелтону.

## Рейтинг на конец года
| Год  | Одиночный рейтинг | Парный рейтинг |
| ---- | ----------------- | -------------- |
| 2024 | 53                | 281            |
| 2023 | 46                | 240            |
| 2022 | 45                | 62             |
| 2021 | 27                | 140            |
| 2020 | 33                | 228            |
| 2019 | 52                | 454            |
| 2018 | 107               | 407            |
| 2017 | 212               | 374            |
| 2016 | 300               | 819            |
| 2015 | 370               | 496            |
| 2014 | 812               | -              |

## Выступления на турнирах

### Финалы турнировATPв одиночном разряде (6)

#### Победы (4)
| Легенда                     |
| --------------------------- |
| Турниры Большого шлема (0)* |
| Итоговый турнир ATP (0)     |
| Мастерс (0)                 |
| АТР 500 (0)                 |
| АТР 250 (4+2)               |

| Титулы по покрытиям | Титулы по месту проведения матчей турнира |
| ------------------- | ----------------------------------------- |
| Хард (2)*           | Зал (1)                                   |
| Грунт (1+2)         | Зал (1)                                   |
| Трава (1)           | Открытый воздух (3+2)                     |
| Ковёр (0)           | Открытый воздух (3+2)                     |

* количество побед в одиночном разряде + количество побед в парном разряде.
| №  | Дата             | Турнир              | Покрытие   | Соперник в финале | Счёт              |
| 1. | 29 июня 2019     | Анталья, Турция     | Трава      | Миомир Кецманович | 6-7(5) 7-6(5) 6-1 |
| 2. | 11 апреля 2021   | Кальяри, Италия     | Грунт      | Ласло Дьёре       | 2-6 7-6(5) 6-4    |
| 3. | 25 сентября 2022 | Мец, Франция        | Хард (зал) | Александр Бублик  | 7-6(3) 6-2        |
| 4. | 24 августа 2024  | Уинстон-Сейлем, США | Хард       | Алекс Микелсен    | 6-0 6-3           |

#### Поражения (2)
| №  | Дата          | Турнир                  | Покрытие   | Соперник в финале | Счёт           |
| 1. | 1 ноября 2020 | Вена, Австрия           | Хард (зал) | Андрей Рублёв     | 4-6 4-6        |
| 2. | 26 июня 2021  | Истборн, Великобритания | Трава      | Алекс Де Минор    | 6-4 4-6 6-7(5) |

### Финалы челленджеров и фьючерсов в одиночном разряде (11)

#### Победы (6)
| Условные обозначения |
| Челленджеры (3+1)*   |
| Фьючерсы (3+2)       |

| Титулы по покрытиям | Титулы по месту проведения матчей турнира |
| ------------------- | ----------------------------------------- |
| Хард (1+1)*         | Зал (1+1)                                 |
| Грунт (5+2)         | Зал (1+1)                                 |
| Трава (0)           | Открытый воздух (5+2)                     |
| Ковёр (0)           | Открытый воздух (5+2)                     |

* количество побед в одиночном разряде + количество побед в парном разряде.
| №  | Дата             | Турнир          | Покрытие   | Соперник в финале          | Счёт            |
| 1. | 12 сентября 2015 | Пула, Италия    | Грунт      | Даниэль Альтмайер          | 7-5 6-4         |
| 2. | 24 октября 2015  | Пула, Италия    | Грунт      | Георг фон Массов           | 6-4 6-1         |
| 3. | 30 сентября 2017 | Пула, Италия    | Грунт      | Хавьер Марти               | 6-1 3-1 — отказ |
| 4. | 15 октября 2017  | Ортизеи, Италия | Хард (зал) | Тим Пютц                   | 6-4 6-4         |
| 5  | 9 сентября 2018  | Генуя, Италия   | Грунт      | Дастин Браун               | 6-2 6-1         |
| 6  | 8 сентября 2019  | Генуя, Италия   | Грунт      | Алехандро Давидович Фокина | 6-2 4-6 7-6(6)  |

#### Поражения (5)
| №  | Дата            | Турнир             | Покрытие    | Соперник в финале | Счёт           |
| 1. | 30 мая 2015     | Лекко, Италия      | Грунт       | Томми Пол         | 1-6 4-6        |
| 2. | 31 октября 2015 | Пула, Италия       | Грунт       | Джанлука Маджер   | 3-6 3-6        |
| 3. | 22 октября 2017 | Исманинг, Германия | Ковёр (зал) | Янник Ганфманн    | 4-6 6-3 5-7    |
| 4. | 28 октября 2017 | Пула, Италия       | Грунт       | Федерико Гайо     | 6-7(4) 6-2 0-6 |
| 5. | 4 ноября 2017   | Пула, Италия       | Грунт       | Томислав Бркич    | 5-7 4-6        |

### Финалы турнировATPв парном разряде (3)

#### Победы (2)
| №  | Дата           | Турнир            | Покрытие | Партнёр          | Соперники в финале             | Счёт           |
| 1. | 10 апреля 2021 | Кальяри, Италия   | Грунт    | Андреа Вавассори | Симоне Болелли Андрес Мольтени | 6-3 6-4        |
| 2. | 30 июля 2022   | Кицбюэль, Австрия | Грунт    | Педро Мартинес   | Майкл Винус Тим Пютц           | 5-7 6-4 [10-8] |

#### Поражение (1)
| №  | Дата            | Турнир      | Покрытие | Партнёр         | Соперники в финале        | Счёт              |
| 1. | 24 февраля 2024 | Доха, Катар | Хард     | Лоренцо Музетти | Майкл Винус Джейми Маррей | 6-7(0) 6-2 [8-10] |

### Финалы челленджеров и фьючерсов в парном разряде (6)

#### Победы (3)
| №  | Дата             | Турнир         | Покрытие   | Партнёр          | Соперники в финале                  | Счёт           |
| 1. | 12 сентября 2015 | Пула, Италия   | Грунт      | Филиппо Балди    | Демиан Рааб Флориан Фаллерт         | 1-6 6-4 [10-5] |
| 2. | 24 октября 2015  | Пула, Италия   | Грунт      | Пьетро Ликьярди  | Джанлука Ди Никола Джанмарко Морони | 7-6(5) 6-3     |
| 3. | 26 ноября 2017   | Андрия, Италия | Хард (зал) | Андреа Вавассори | Сандер Арендс Сандер Жиль           | 6-3 3-6 [10-7] |

#### Поражения (3)
| №  | Дата             | Турнир                                 | Покрытие | Партнёр            | Соперники в финале                | Счёт              |
| 1. | 29 марта 2015    | Анталья, Турция                        | Хард     | Эдоардо Ерёмин     | Филиппо Балди Маттео Берреттини   | 7-6(3) 2-6 [0-10] |
| 2. | 19 сентября 2015 | Пула, Италия                           | Грунт    | Юлиан Оклеппо      | Андреа Бассо Франческо Монкагатто | 4-6 7-6(8) [7-10] |
| 3. | 12 августа 2017  | Аппьяно-сулла-Страда-дель-Вино, Италия | Грунт    | Джанлука Ди Никола | Гонсалу Оливейра Давид Пел        | 3-6 2-6           |

### Финалы командных турниров (1)

#### Победы (1)
| №  | Год  | Турнир       | Команда                                                          | Соперник в финале                                                    | Счёт |
| 1. | 2023 | Кубок Дэвиса | Италия М. Арнальди, С. Болелли, Л. Музетти, Я. Синнер, Л. Сонего | Австралия А. де Минор, М. Пёрселл, А. Попырин, Дж. Томпсон, М. Эбден | 2-0  |